# Сообщество развития Юга Африки
Сообщество развития Юга Африки (САДК) (англ. Southern African Development Community (SADC)) — торгово-экономический союз стран Юга Африки, создан в 1992 году на базе Конференции по координации развития Юга Африки, сокр. САДКК (Southern African Development Coordination Conference, сокр. SADCC), образованной 11 странами субрегиона в 1980 году. Главная цель САДК — либерализация торговых связей стран-членов, развитие социально-экономического сотрудничества и интеграцию, а также сотрудничество в области политики и безопасности между 16 странами юга Африки. В настоящее время в САДК осуществлено значительное снижение таможенных пошлин и достигнут существенный прогресс в устранении нетарифных ограничений во взаимных торговых связях. Сообщество существенно продвинулось на пути создания зоны свободной торговли.

## Страны-участницы
Сообщество развития стран Южной Африки объединяет 16 стран.
| Страны              | Площадь (км2) | Население  | Примечания                                                                                              |
| ------------------- | ------------- | ---------- | --- |
| Ангола              | 1 246 700     | 25,646,166 | |
| Ботсвана            | 582 000       | 2,024,904  | |
| Коморы              | 2 235         | 575,660    | с 20 августа 2017 г.                                                                                    |
| ДР Конго            | 2 344 858     | 78,736,153 | с 8 сентября 1997 г.                                                                                    |
| Эсватини            | 17 363        | 844,223    | |
| Лесото              | 30 355        | 1,741,406  | |
| Мадагаскар          | 587 295       | 12,238,914 | членство восстановлено 30 января 2014 года после навязанного приостановления в 2009 году,               |
| Малави              | 118 484       | 13,077,160 | |
| Маврикий            | 1 969         | 1,237,000  | с 28 августа 1995 г.                                                                                    |
| Мозамбик            | 801 590       | 20,252,223 | |
| Намибия             | 824 268       | 2,104,900  | с 21 марта 1990 года (с момента обретения независимости)                                                |
| Сейшельские Острова | 456           | 90,945     | были членом САДК с 8 сентября 1997 года по 1 июля 2004 года, а затем вновь вступили в него в 2008 году. |
| ЮАР                 | 1,221,037     | 56,000,000 | с 30 августа 1994 г.                                                                                    |
| Танзания            | 947,303       | 44,928,923 | |
| Замбия              | 752,612       | 13,046,508 | |
| Зимбабве            | 390 757       | 12,973,808 | |

С просьбой присоединиться обратилась Бурунди.

## История и руководство
Договор о САДК был подписан в Виндхуке (Намибия) в августе 1992 г. на базе Конференции по координации развития Юга Африки, сокр. САДКК (Southern African Development Coordination Conference, сокр. SADCC), образованной 11 странами субрегиона в 1980 году.
САДК является одним из крупнейших и наиболее влиятельных субрегиональных объединений Африки. Общая численность населения стран-членов САДК составляет около 248 млн человек, суммарный ВВП — 432 млрд долл. США. Бюджет организации — порядка 50 млн долл. США. Высший орган САДК — Саммит глав государств и правительств (обычно саммиты проводятся ежегодно, но также практикуются внеочередные встречи на высшем уровне), который принимает на основе консенсуса решения по основным вопросам стратегии и тактики действий Сообщества, руководит его рабочими органами, назначает Исполнительного секретаря и его заместителя. Другими ключевыми структурами САДК являются Совет Министров и Парламентский Форум.

## Развитие
Лидерами государств, входящих в SADC, было подписано соглашение о создании в Южной Африке зоны свободной торговли с целью повышения конкурентоспособности африканских товаров на мировом рынке. Соглашение предусматривает постепенное снятие таможенных барьеров в южной части африканского континента. Сроки создания зоны свободной торговли 2008 г., таможенного союза 2010 г. В 2015 г. должен быть создан общий рынок стран Союза.
В 2005 г. глава Центробанка ЮАР Тито Мбовени, выступая перед бизнес-сообществом самой экономически развитой страны континента — Южной Африки, заявил, что к 2016 г. в мире может появиться новая валюта Сообщества развития Южной Африки (SADC). Раньше предполагался более отдаленный срок — 2021 год. На новую валюту, которую в мире заранее прозвали «афро», могут перейти все 15 стран-участников SADC. При создании единой валюты SADC будет учитывать опыт Европейского сообщества по созданию евро, обещают учредители. Пока у SADC нет даже зоны свободной торговли, но это руководителей стран-членов не смущает. Они видят основой валютного союза рэнд Южной Африки и пулу Ботсваны — наиболее сильных в экономическом отношении стран. Южная Африка и Ботсвана — эти две алмазоносные страны обеспечивают, по некоторым оценкам, до 90 % ВВП сообщества (из них две трети — южноафриканские).

## Единая виза
Рассматривается вопрос о введении в Сообществе единой визы по типу шенгенской. В августе 2005 г. ЮАР, Мозамбик, Намибия и Лесото подписали Протокол о свободном перемещении граждан.

## Безопасность на территории сообщества
Для согласования подходов к формированию общеафриканской системы коллективной безопасности и анализа военно-политической обстановки на юге континента с 1996 г. функционирует Директорат САДК по вопросам политики, обороны и безопасности (ОПОБ). Главные задачи — предотвращение и урегулирование внутри- и межгосударственных кризисов в субрегионе, включая проведение миротворческих операций, ликвидация последствий стихийных бедствий, а также подготовка и проведение совместных учений государств Сообщества. Председатель ОПОБ — Король Свазиленда Мсвати III (избран в марте 2009 г.).
Важное внимание уделяется проблемам поддержания мира и стабильности в субрегионе. На саммите САДК в Лусаке (Замбия) в августе 2007 г. учреждена миротворческая бригада САДК — «SADCBRIG» в количестве 600 человек из 11 стран-членов Сообщества. Имеются планы довести её численность до 1 тыс. человек после присоединения ещё 4-х членов Сообщества.

## Внешняя политика: взгляды и противоречия стран-участниц
Предпринимаются шаги по координации внешнеполитической деятельности государств-участников этой субрегиональной организации.
Определённые разногласия внутри Сообщества вызывает вопрос о подписании соглашений об экономическом партнерстве (СЭП) между отдельными странами-членами САДК и Евросоюзом. В 2007 г. СЭП с ЕС были подписаны Ботсваной, Намибией, Лесото и Свазилендом. Противником подобных соглашений выступает ЮАР, считающая, что они смогут создать угрозу формированию таможенного союза на Юге Африки.
Раз в два года проводятся форумы ЕС-САДК и США-САДК. Интерес к сотрудничеству с Сообществом проявляют Индия, Китай, Япония, скандинавские страны.